# 88260 Insubria
88260 Insubria este un asteroid din centura principală de asteroizi.

## Descriere
88260 Insubria este un asteroid din centura principală de asteroizi. A fost descoperit pe 22 aprilie 2001 la Observatorul Schiaparelli de Federico Bellini și Luca Buzzi. Asteroidul prezintă o orbită caracterizată de o semiaxă mare de 2,59 ua, o excentricitate de 0,14 și o înclinație de 13,8° în raport cu ecliptica.